# Cierrey
Cierrey là một xã thuộc tỉnh Eure trong vùng Normandie miền bắc nước Pháp.

## Huy hiệu
| Arms of Cierrey | The arms of Cierrey are blazoned: Vert, 2 swords in saltire argent between 3 mitres Or, 1 and 2. |